# Gjalcen Norbu

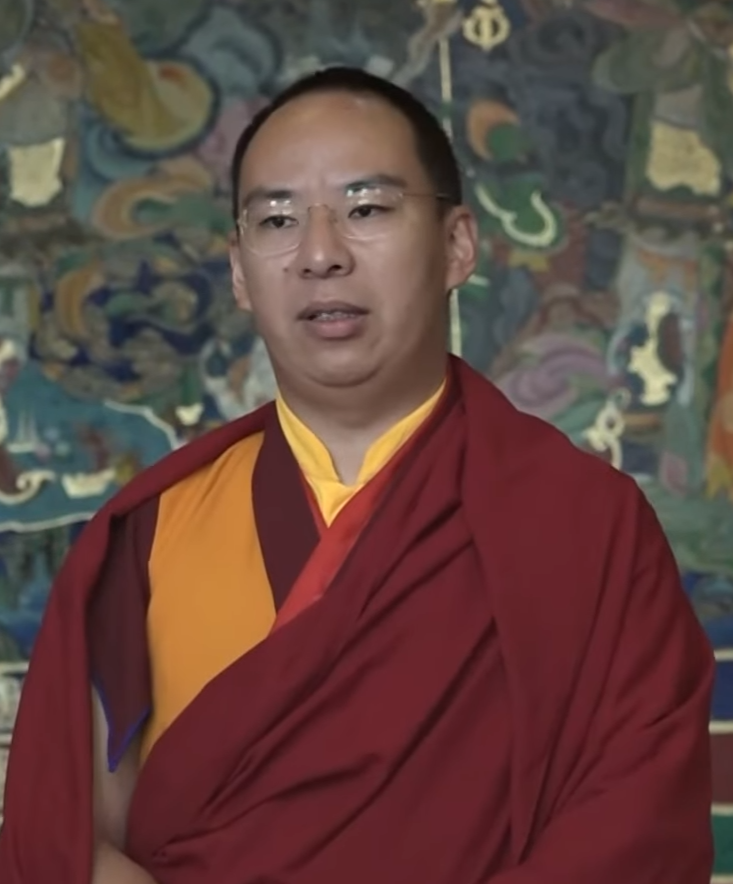
Gjalcen Norbu

Gjalcen Norbu (tyb.: རྒྱལ་མཚན་ནོར་བུ་, Wylie: rgyal mtshan nor bu, ZWPY: Gyaincain Norbu; chin. trad.: 堅贊諾布, chin. upr.: 坚赞诺布, pinyin: Jiānzàn Nuòbù), imię duchowe Qoigyijabu (tyb.: ཆོས་ཀྱི་རྒྱལ་པོ་, Wylie: chos kyi rgyal po, ZWPY: Qoigyi Gyaibo; chiń.: 确吉杰布, pinyin: Quèjí Jiébù) ur. 13 lutego 1990 – XI inkarnacja Panczenlamy ogłoszona i uznana przez władze Chińskiej Republiki Ludowej. Nie jest on uznawany przez obecnego Dalajlamę, tybetańskie władze emigracyjne i większość Tybetańczyków, zdaniem których prawowitym Panczenlamą jest Gendun Czokji Nima.
Jest synem Tybetańczyka należącego do KPCh. Pochodzi z tej samej wioski, co drugi pretendent do tytułu Panczenlamy. Został rozpoznany jako inkarnacja XI Panczenlamy spośród trojga kandydatów po tradycyjnym losowaniu z użyciem złotej urny 29 listopada 1995 roku. 8 grudnia tego samego roku pod osłoną wojska został zgodnie z tybetańską tradycją intronizowany w klasztorze Taszilunpo. Po intronizacji został wysłany na studia do Pekinu, gdzie odtąd mieszka na stałe. Tybet odwiedził jedynie kilka razy.
W 2008 roku świat obiegła informacja, jakoby Gjalcen Norbu miał zostać wybrany deputowanym Ogólnochińskiego Zgromadzenia Przedstawicieli Ludowych. Władze chińskie oficjalnie zaprzeczyły tym doniesieniom tłumacząc iż w chwili wyborów Panczenlama nie miał ukończonych 18 lat, choć zdaniem niektórych jego kandydatura została po prostu wycofana jako krok mogący zaognić sytuację w Tybecie. 3 lutego 2010 roku został mianowany wiceprzewodniczącym Chińskiego Stowarzyszenia Buddyjskiego, zaś 25 dni później członkiem Komitetu Krajowego Ludowej Politycznej Konferencji Konsultatywnej Chin.
Zdaniem XIV Dalajlamy możliwe jest istnienie dwóch wcieleń Panczenlamy, zaś sam Gjalcen Norbu jest bardzo inteligentny i przykłada się do praktyk buddyjskich.